# Комбуржуазия

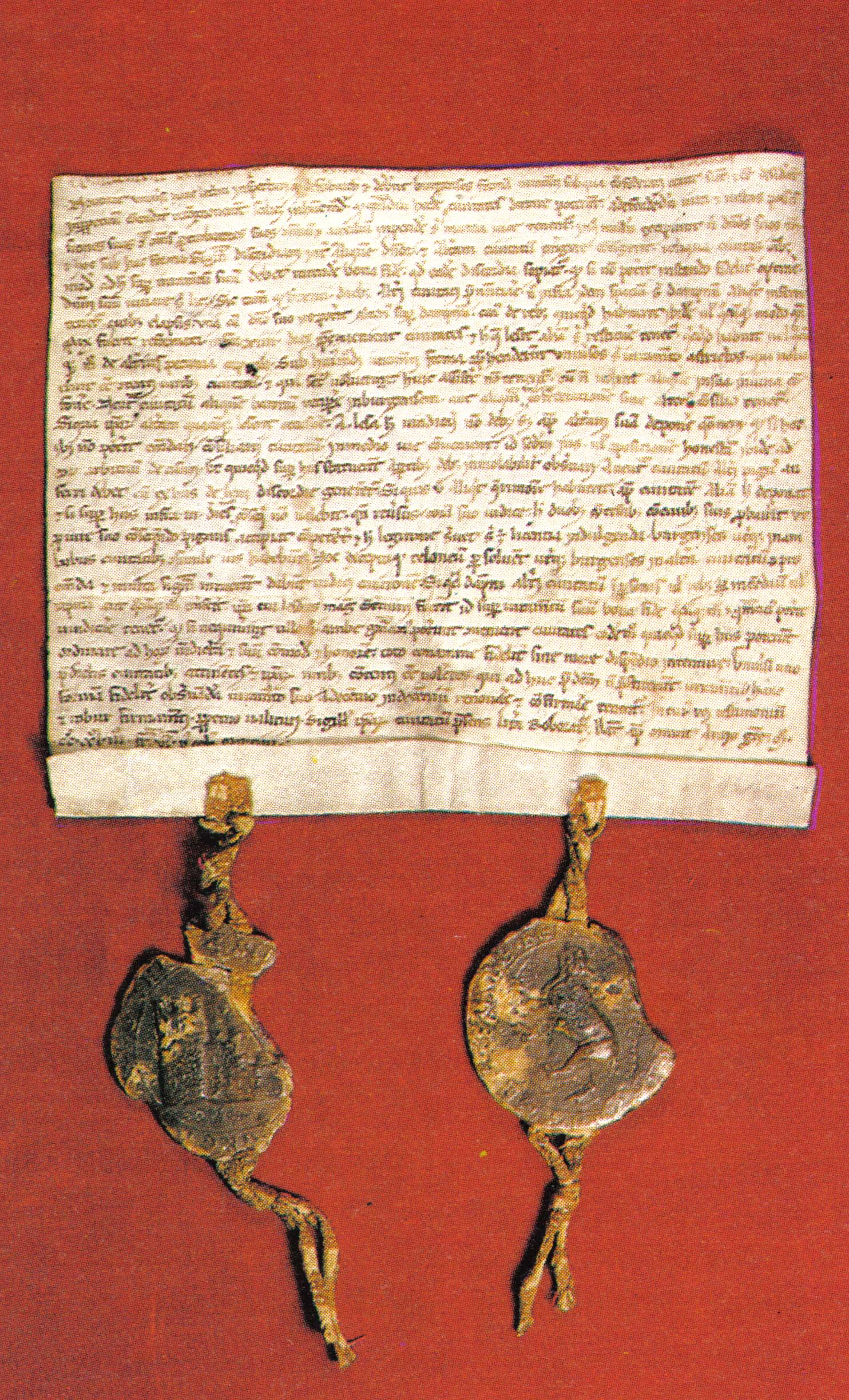
Договор о комбуржуазии 1243 года между городами Берн и Фрибур.

В Средние века комбуржуази́я (фр. combourgeoisie, нем. Burgrecht — «городское право») — это временный или бессрочный договор, по которому город распространял своё городское право на другую географическую единицу — на окрестные деревни, либо на другой город или монастырь.
Клятва гражданства, которой скрепляли комбуржуазию, придавала этому соглашению особое значение по сравнению с другими союзами. Её участники получали, часто ограниченные, гражданские привилегии — военную и судебную защиту, а также доступ к рынку. Город или община, в свою очередь, приобретали дополнительное влияние за пределами своей территории и лучшую защиту своих рынков. Распределение обязанностей и прав в таких договорах отражало баланс сил между сторонами.

## История и этимология
Понятие комбуржуазии (слово восходит к лат. comburgensis) впервые появляется около 1000 года для обозначения римского гражданского права, а современное значение приобретает в XIII веке на территории современной Швейцарии. Первый известный случай употребления термина conburgensis датируется 1330 годом. Если договор касался территории, которая не являлась городом или сеньорией, также использовался термин нем. Landrecht — «земельное право».

## Юридическая форма
Будучи заключённым в виде пергамента с печатями и подписями сторон, договор о комбуржуазии обычно чётко определял рамки соглашения, а также оговорки, в частности относительно договоров или союзов, заключённых одной из сторон ранее, которые имели преимущественную силу перед новым договором. Эти оговорки касались прежде всего обязательств по предоставлению взаимной военной помощи в наступательных и/или оборонительных действиях. Хотя большинство таких договоров заключалось без ограничения срока, некоторые имели установленную продолжительность (10 или 15 лет с возможностью продления) либо действовали до смерти одного из подписантов.
Технически договоры о комбуржуазии обычно служили предпосылкой присоединения (добровольного или принудительного) меньшего образования к большему. Таким образом, после заключения таких договоров отдельные территории постепенно включались в Швейцарский союз — как новые кантоны в случае с Фрибуром, Золотурном или Шаффхаузеном, либо как ассоциированные члены в случае с Билем, Женевой, Верхним Вале или Граубюнденом. Например, с городом Санкт-Галлен сначала была заключена комбуржуазия, затем он стал ассоциированным членом, а впоследствии принят в качестве нового кантона 13 июня 1454 года.

## Швейцарские комбуржуазии

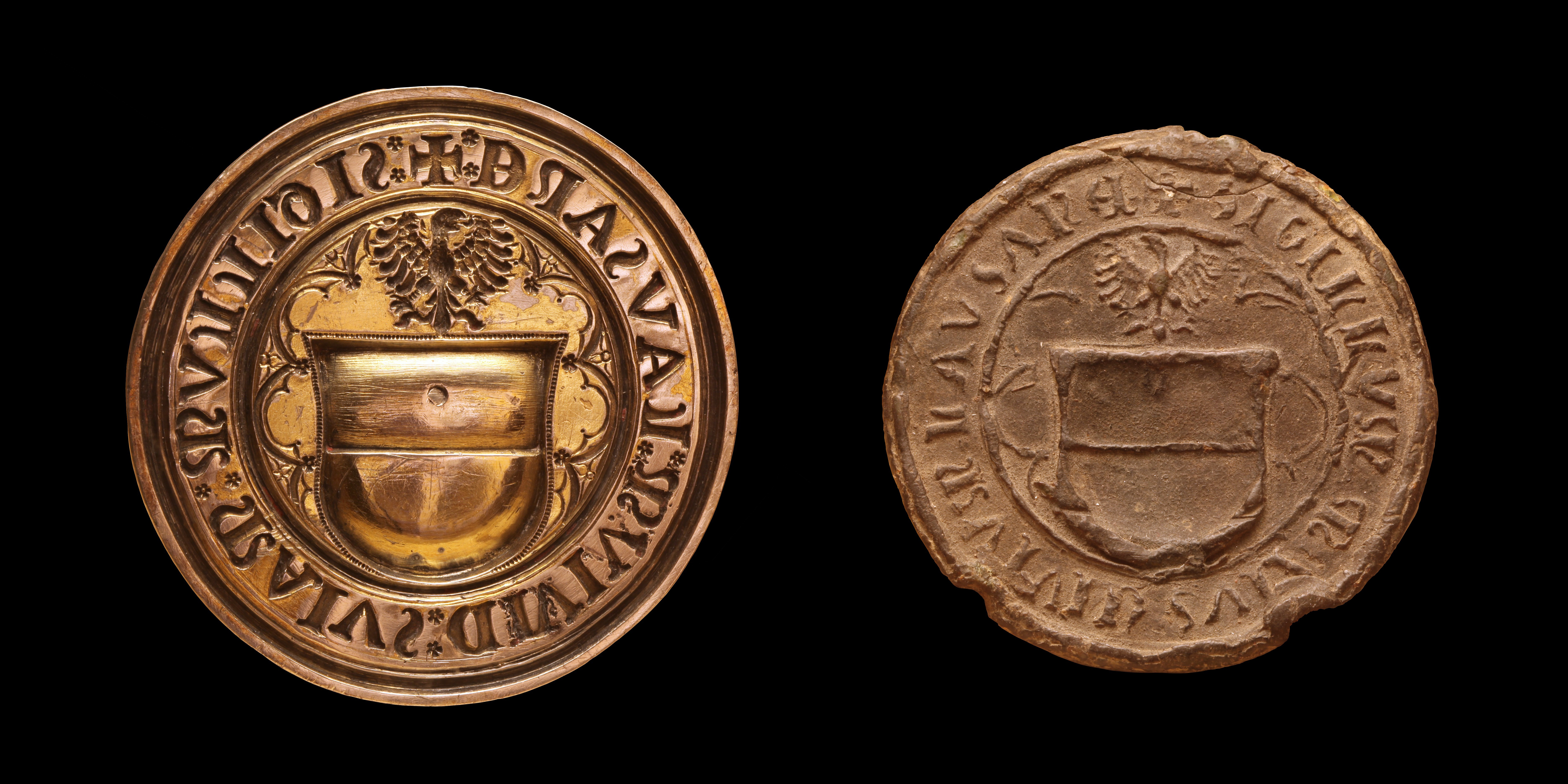
Печать договора о комбуржуазии, подписанного между Лозанной, Берном и Фрибуром 7 декабря 1525 года.

В начале XIV века первые кантоны Центральной Швейцарии использовали комбуржуазию, чтобы усилить своё влияние на соседние территории — либо предоставляя им почти равноправный статус, как в случае Урзерена с кантоном Ури или Арта с кантоном Швиц, либо полностью подчиняя их себе, как это было в случае Швица с Аппенцеллем в 1403 году и Айнзидельном в 1414 году, либо Ури и Обвальдена с Левентиной в 1403 году.
С начала XV века комбуржуазия широко применяется городами Швейцарского плато: так, Базель предоставил свою комбуржазию приорату Мутье-Гранваль уже в 1406 году, а Золотурн сделал то же самое с Ле-Ландероном в 1449 году.
Однако наиболее активно этот инструмент использовал город Берн, который предложил заключить договоры о комбуржуазии Билю (1344), Золотурну (1345), Эргюэлю (1352), Валанжену и Грюйеру (1401), Фрибуру (1403) и, в конечном счёте, Невшателю (1406). Ранее город Берн уже заключал такие договоры с общинами Хасли и Занен, с епископствами Сьона, Базеля и Лозанны, а также с городами Муртен, Аванш и Пайерн. Наконец, 17 июня 1466 года города Берн и Золотурн предложили городу Мюлуз, находившемуся под угрозой габсбургских притязаний, договор о комбуржуазии, дополненный военным союзом. Эту сеть союзов, центром которой был Берн, историки назвали «Бургундской конфедерацией».
23 мая 1477 года города Цюрих, Берн, Люцерн, Фрибур и Золотурн подписали договор о «вечной комбуржуазии» в форме наступательного и оборонительного союза с целью инициировать обсуждение в рамках Союза восьми кантонов о замене многочисленных прежних договоров единым общим союзом. Этот союз, ставший причиной серьёзного кризиса в Конфедерации, был распущен тагзатцунгом 1481 года путём заключения Штанского договора.
После подписания в 1525 году договора о комбуржуазии между Лозанной, Берном и Фрибуром, 8 февраля 1526 года пришла очередь Женевы заключить аналогичный договор с двумя швейцарскими городами под влиянием женевской политической партии, выступавшей за сближение Женевы со Швейцарским союзом, дабы избежать угрозы вторжения со стороны герцога Карла III Савойского. Этот договор был возобновлён с Берном 7 августа 1536 года, а затем в 1584 году; во втором случае город Цюрих заменил Фрибур, который, оставаясь верным католицизму, отказался возобновлять договор с «протестантским Римом».
В пределах Швейцарского союза чрезвычайно плотная сеть договоров о комбуржуазии была одной из причин нескольких вооружённых конфликтов, таких как Бургдорфская война 1382 года, битва при Земпахе 1386 года и Старая цюрихская война 1440 года. После этих событий комбуржуазии постепенно исчезли в течение XVI века, хотя новые «христианские комбуржуазии» ещё заключались в 1527—1531 годах между городами Южной Германии и Северной Швейцарии с целью защиты новой протестантской Реформации.